# Лууконена тема
Те́ма Луу́конена — тема в шаховій композиції. Суть теми — у початковій позиції, або в хибному сліді на декілька ходів чорних заготовлений один матуючий хід, у рішенні цей хід стає загрозою, а тематичні ходи чорних стають захистами, на які виникають інші різні мати.

## Історія
Ідею запропонував на початку 50-х років ХХ століття фінський шаховий композитор Ерки Лууконен (1888—1952).
В ілюзорній грі чи хибному сліді задачі є певні тематичні захисти чорних, на які виникає один і той же матуючий хід білих. У рішенні походить зміна функції тематичного ходу білих — він стає загрозою, а на тематичні ходи чорних виникають нові мати, по суті проходить переміна мату ілюзорної гри чи хибного сліду на нові мати в рішенні.
Ідея дістала назву — тема Лууконена..
|   | a | b | c | d | e | f | g | h |   |
| 8 | b8 чорний слон · d8 білий кінь · b7 білий король · d7 чорний пішак · e7 чорний кінь · g7 чорний пішак · b6 чорний кінь · a5 біла тура · e5 білий пішак · f5 чорний король · g4 біла тура · c3 білий ферзь · f3 білий кінь · h3 білий пішак · d2 чорна тура · e2 чорна тура · c1 білий слон · h1 чорний слон | b8 чорний слон · d8 білий кінь · b7 білий король · d7 чорний пішак · e7 чорний кінь · g7 чорний пішак · b6 чорний кінь · a5 біла тура · e5 білий пішак · f5 чорний король · g4 біла тура · c3 білий ферзь · f3 білий кінь · h3 білий пішак · d2 чорна тура · e2 чорна тура · c1 білий слон · h1 чорний слон | b8 чорний слон · d8 білий кінь · b7 білий король · d7 чорний пішак · e7 чорний кінь · g7 чорний пішак · b6 чорний кінь · a5 біла тура · e5 білий пішак · f5 чорний король · g4 біла тура · c3 білий ферзь · f3 білий кінь · h3 білий пішак · d2 чорна тура · e2 чорна тура · c1 білий слон · h1 чорний слон | b8 чорний слон · d8 білий кінь · b7 білий король · d7 чорний пішак · e7 чорний кінь · g7 чорний пішак · b6 чорний кінь · a5 біла тура · e5 білий пішак · f5 чорний король · g4 біла тура · c3 білий ферзь · f3 білий кінь · h3 білий пішак · d2 чорна тура · e2 чорна тура · c1 білий слон · h1 чорний слон | b8 чорний слон · d8 білий кінь · b7 білий король · d7 чорний пішак · e7 чорний кінь · g7 чорний пішак · b6 чорний кінь · a5 біла тура · e5 білий пішак · f5 чорний король · g4 біла тура · c3 білий ферзь · f3 білий кінь · h3 білий пішак · d2 чорна тура · e2 чорна тура · c1 білий слон · h1 чорний слон | b8 чорний слон · d8 білий кінь · b7 білий король · d7 чорний пішак · e7 чорний кінь · g7 чорний пішак · b6 чорний кінь · a5 біла тура · e5 білий пішак · f5 чорний король · g4 біла тура · c3 білий ферзь · f3 білий кінь · h3 білий пішак · d2 чорна тура · e2 чорна тура · c1 білий слон · h1 чорний слон | b8 чорний слон · d8 білий кінь · b7 білий король · d7 чорний пішак · e7 чорний кінь · g7 чорний пішак · b6 чорний кінь · a5 біла тура · e5 білий пішак · f5 чорний король · g4 біла тура · c3 білий ферзь · f3 білий кінь · h3 білий пішак · d2 чорна тура · e2 чорна тура · c1 білий слон · h1 чорний слон | b8 чорний слон · d8 білий кінь · b7 білий король · d7 чорний пішак · e7 чорний кінь · g7 чорний пішак · b6 чорний кінь · a5 біла тура · e5 білий пішак · f5 чорний король · g4 біла тура · c3 білий ферзь · f3 білий кінь · h3 білий пішак · d2 чорна тура · e2 чорна тура · c1 білий слон · h1 чорний слон | 8 |
| 7 | b8 чорний слон · d8 білий кінь · b7 білий король · d7 чорний пішак · e7 чорний кінь · g7 чорний пішак · b6 чорний кінь · a5 біла тура · e5 білий пішак · f5 чорний король · g4 біла тура · c3 білий ферзь · f3 білий кінь · h3 білий пішак · d2 чорна тура · e2 чорна тура · c1 білий слон · h1 чорний слон | b8 чорний слон · d8 білий кінь · b7 білий король · d7 чорний пішак · e7 чорний кінь · g7 чорний пішак · b6 чорний кінь · a5 біла тура · e5 білий пішак · f5 чорний король · g4 біла тура · c3 білий ферзь · f3 білий кінь · h3 білий пішак · d2 чорна тура · e2 чорна тура · c1 білий слон · h1 чорний слон | b8 чорний слон · d8 білий кінь · b7 білий король · d7 чорний пішак · e7 чорний кінь · g7 чорний пішак · b6 чорний кінь · a5 біла тура · e5 білий пішак · f5 чорний король · g4 біла тура · c3 білий ферзь · f3 білий кінь · h3 білий пішак · d2 чорна тура · e2 чорна тура · c1 білий слон · h1 чорний слон | b8 чорний слон · d8 білий кінь · b7 білий король · d7 чорний пішак · e7 чорний кінь · g7 чорний пішак · b6 чорний кінь · a5 біла тура · e5 білий пішак · f5 чорний король · g4 біла тура · c3 білий ферзь · f3 білий кінь · h3 білий пішак · d2 чорна тура · e2 чорна тура · c1 білий слон · h1 чорний слон | b8 чорний слон · d8 білий кінь · b7 білий король · d7 чорний пішак · e7 чорний кінь · g7 чорний пішак · b6 чорний кінь · a5 біла тура · e5 білий пішак · f5 чорний король · g4 біла тура · c3 білий ферзь · f3 білий кінь · h3 білий пішак · d2 чорна тура · e2 чорна тура · c1 білий слон · h1 чорний слон | b8 чорний слон · d8 білий кінь · b7 білий король · d7 чорний пішак · e7 чорний кінь · g7 чорний пішак · b6 чорний кінь · a5 біла тура · e5 білий пішак · f5 чорний король · g4 біла тура · c3 білий ферзь · f3 білий кінь · h3 білий пішак · d2 чорна тура · e2 чорна тура · c1 білий слон · h1 чорний слон | b8 чорний слон · d8 білий кінь · b7 білий король · d7 чорний пішак · e7 чорний кінь · g7 чорний пішак · b6 чорний кінь · a5 біла тура · e5 білий пішак · f5 чорний король · g4 біла тура · c3 білий ферзь · f3 білий кінь · h3 білий пішак · d2 чорна тура · e2 чорна тура · c1 білий слон · h1 чорний слон | b8 чорний слон · d8 білий кінь · b7 білий король · d7 чорний пішак · e7 чорний кінь · g7 чорний пішак · b6 чорний кінь · a5 біла тура · e5 білий пішак · f5 чорний король · g4 біла тура · c3 білий ферзь · f3 білий кінь · h3 білий пішак · d2 чорна тура · e2 чорна тура · c1 білий слон · h1 чорний слон | 7 |
| 6 | b8 чорний слон · d8 білий кінь · b7 білий король · d7 чорний пішак · e7 чорний кінь · g7 чорний пішак · b6 чорний кінь · a5 біла тура · e5 білий пішак · f5 чорний король · g4 біла тура · c3 білий ферзь · f3 білий кінь · h3 білий пішак · d2 чорна тура · e2 чорна тура · c1 білий слон · h1 чорний слон | b8 чорний слон · d8 білий кінь · b7 білий король · d7 чорний пішак · e7 чорний кінь · g7 чорний пішак · b6 чорний кінь · a5 біла тура · e5 білий пішак · f5 чорний король · g4 біла тура · c3 білий ферзь · f3 білий кінь · h3 білий пішак · d2 чорна тура · e2 чорна тура · c1 білий слон · h1 чорний слон | b8 чорний слон · d8 білий кінь · b7 білий король · d7 чорний пішак · e7 чорний кінь · g7 чорний пішак · b6 чорний кінь · a5 біла тура · e5 білий пішак · f5 чорний король · g4 біла тура · c3 білий ферзь · f3 білий кінь · h3 білий пішак · d2 чорна тура · e2 чорна тура · c1 білий слон · h1 чорний слон | b8 чорний слон · d8 білий кінь · b7 білий король · d7 чорний пішак · e7 чорний кінь · g7 чорний пішак · b6 чорний кінь · a5 біла тура · e5 білий пішак · f5 чорний король · g4 біла тура · c3 білий ферзь · f3 білий кінь · h3 білий пішак · d2 чорна тура · e2 чорна тура · c1 білий слон · h1 чорний слон | b8 чорний слон · d8 білий кінь · b7 білий король · d7 чорний пішак · e7 чорний кінь · g7 чорний пішак · b6 чорний кінь · a5 біла тура · e5 білий пішак · f5 чорний король · g4 біла тура · c3 білий ферзь · f3 білий кінь · h3 білий пішак · d2 чорна тура · e2 чорна тура · c1 білий слон · h1 чорний слон | b8 чорний слон · d8 білий кінь · b7 білий король · d7 чорний пішак · e7 чорний кінь · g7 чорний пішак · b6 чорний кінь · a5 біла тура · e5 білий пішак · f5 чорний король · g4 біла тура · c3 білий ферзь · f3 білий кінь · h3 білий пішак · d2 чорна тура · e2 чорна тура · c1 білий слон · h1 чорний слон | b8 чорний слон · d8 білий кінь · b7 білий король · d7 чорний пішак · e7 чорний кінь · g7 чорний пішак · b6 чорний кінь · a5 біла тура · e5 білий пішак · f5 чорний король · g4 біла тура · c3 білий ферзь · f3 білий кінь · h3 білий пішак · d2 чорна тура · e2 чорна тура · c1 білий слон · h1 чорний слон | b8 чорний слон · d8 білий кінь · b7 білий король · d7 чорний пішак · e7 чорний кінь · g7 чорний пішак · b6 чорний кінь · a5 біла тура · e5 білий пішак · f5 чорний король · g4 біла тура · c3 білий ферзь · f3 білий кінь · h3 білий пішак · d2 чорна тура · e2 чорна тура · c1 білий слон · h1 чорний слон | 6 |
| 5 | b8 чорний слон · d8 білий кінь · b7 білий король · d7 чорний пішак · e7 чорний кінь · g7 чорний пішак · b6 чорний кінь · a5 біла тура · e5 білий пішак · f5 чорний король · g4 біла тура · c3 білий ферзь · f3 білий кінь · h3 білий пішак · d2 чорна тура · e2 чорна тура · c1 білий слон · h1 чорний слон | b8 чорний слон · d8 білий кінь · b7 білий король · d7 чорний пішак · e7 чорний кінь · g7 чорний пішак · b6 чорний кінь · a5 біла тура · e5 білий пішак · f5 чорний король · g4 біла тура · c3 білий ферзь · f3 білий кінь · h3 білий пішак · d2 чорна тура · e2 чорна тура · c1 білий слон · h1 чорний слон | b8 чорний слон · d8 білий кінь · b7 білий король · d7 чорний пішак · e7 чорний кінь · g7 чорний пішак · b6 чорний кінь · a5 біла тура · e5 білий пішак · f5 чорний король · g4 біла тура · c3 білий ферзь · f3 білий кінь · h3 білий пішак · d2 чорна тура · e2 чорна тура · c1 білий слон · h1 чорний слон | b8 чорний слон · d8 білий кінь · b7 білий король · d7 чорний пішак · e7 чорний кінь · g7 чорний пішак · b6 чорний кінь · a5 біла тура · e5 білий пішак · f5 чорний король · g4 біла тура · c3 білий ферзь · f3 білий кінь · h3 білий пішак · d2 чорна тура · e2 чорна тура · c1 білий слон · h1 чорний слон | b8 чорний слон · d8 білий кінь · b7 білий король · d7 чорний пішак · e7 чорний кінь · g7 чорний пішак · b6 чорний кінь · a5 біла тура · e5 білий пішак · f5 чорний король · g4 біла тура · c3 білий ферзь · f3 білий кінь · h3 білий пішак · d2 чорна тура · e2 чорна тура · c1 білий слон · h1 чорний слон | b8 чорний слон · d8 білий кінь · b7 білий король · d7 чорний пішак · e7 чорний кінь · g7 чорний пішак · b6 чорний кінь · a5 біла тура · e5 білий пішак · f5 чорний король · g4 біла тура · c3 білий ферзь · f3 білий кінь · h3 білий пішак · d2 чорна тура · e2 чорна тура · c1 білий слон · h1 чорний слон | b8 чорний слон · d8 білий кінь · b7 білий король · d7 чорний пішак · e7 чорний кінь · g7 чорний пішак · b6 чорний кінь · a5 біла тура · e5 білий пішак · f5 чорний король · g4 біла тура · c3 білий ферзь · f3 білий кінь · h3 білий пішак · d2 чорна тура · e2 чорна тура · c1 білий слон · h1 чорний слон | b8 чорний слон · d8 білий кінь · b7 білий король · d7 чорний пішак · e7 чорний кінь · g7 чорний пішак · b6 чорний кінь · a5 біла тура · e5 білий пішак · f5 чорний король · g4 біла тура · c3 білий ферзь · f3 білий кінь · h3 білий пішак · d2 чорна тура · e2 чорна тура · c1 білий слон · h1 чорний слон | 5 |
| 4 | b8 чорний слон · d8 білий кінь · b7 білий король · d7 чорний пішак · e7 чорний кінь · g7 чорний пішак · b6 чорний кінь · a5 біла тура · e5 білий пішак · f5 чорний король · g4 біла тура · c3 білий ферзь · f3 білий кінь · h3 білий пішак · d2 чорна тура · e2 чорна тура · c1 білий слон · h1 чорний слон | b8 чорний слон · d8 білий кінь · b7 білий король · d7 чорний пішак · e7 чорний кінь · g7 чорний пішак · b6 чорний кінь · a5 біла тура · e5 білий пішак · f5 чорний король · g4 біла тура · c3 білий ферзь · f3 білий кінь · h3 білий пішак · d2 чорна тура · e2 чорна тура · c1 білий слон · h1 чорний слон | b8 чорний слон · d8 білий кінь · b7 білий король · d7 чорний пішак · e7 чорний кінь · g7 чорний пішак · b6 чорний кінь · a5 біла тура · e5 білий пішак · f5 чорний король · g4 біла тура · c3 білий ферзь · f3 білий кінь · h3 білий пішак · d2 чорна тура · e2 чорна тура · c1 білий слон · h1 чорний слон | b8 чорний слон · d8 білий кінь · b7 білий король · d7 чорний пішак · e7 чорний кінь · g7 чорний пішак · b6 чорний кінь · a5 біла тура · e5 білий пішак · f5 чорний король · g4 біла тура · c3 білий ферзь · f3 білий кінь · h3 білий пішак · d2 чорна тура · e2 чорна тура · c1 білий слон · h1 чорний слон | b8 чорний слон · d8 білий кінь · b7 білий король · d7 чорний пішак · e7 чорний кінь · g7 чорний пішак · b6 чорний кінь · a5 біла тура · e5 білий пішак · f5 чорний король · g4 біла тура · c3 білий ферзь · f3 білий кінь · h3 білий пішак · d2 чорна тура · e2 чорна тура · c1 білий слон · h1 чорний слон | b8 чорний слон · d8 білий кінь · b7 білий король · d7 чорний пішак · e7 чорний кінь · g7 чорний пішак · b6 чорний кінь · a5 біла тура · e5 білий пішак · f5 чорний король · g4 біла тура · c3 білий ферзь · f3 білий кінь · h3 білий пішак · d2 чорна тура · e2 чорна тура · c1 білий слон · h1 чорний слон | b8 чорний слон · d8 білий кінь · b7 білий король · d7 чорний пішак · e7 чорний кінь · g7 чорний пішак · b6 чорний кінь · a5 біла тура · e5 білий пішак · f5 чорний король · g4 біла тура · c3 білий ферзь · f3 білий кінь · h3 білий пішак · d2 чорна тура · e2 чорна тура · c1 білий слон · h1 чорний слон | b8 чорний слон · d8 білий кінь · b7 білий король · d7 чорний пішак · e7 чорний кінь · g7 чорний пішак · b6 чорний кінь · a5 біла тура · e5 білий пішак · f5 чорний король · g4 біла тура · c3 білий ферзь · f3 білий кінь · h3 білий пішак · d2 чорна тура · e2 чорна тура · c1 білий слон · h1 чорний слон | 4 |
| 3 | b8 чорний слон · d8 білий кінь · b7 білий король · d7 чорний пішак · e7 чорний кінь · g7 чорний пішак · b6 чорний кінь · a5 біла тура · e5 білий пішак · f5 чорний король · g4 біла тура · c3 білий ферзь · f3 білий кінь · h3 білий пішак · d2 чорна тура · e2 чорна тура · c1 білий слон · h1 чорний слон | b8 чорний слон · d8 білий кінь · b7 білий король · d7 чорний пішак · e7 чорний кінь · g7 чорний пішак · b6 чорний кінь · a5 біла тура · e5 білий пішак · f5 чорний король · g4 біла тура · c3 білий ферзь · f3 білий кінь · h3 білий пішак · d2 чорна тура · e2 чорна тура · c1 білий слон · h1 чорний слон | b8 чорний слон · d8 білий кінь · b7 білий король · d7 чорний пішак · e7 чорний кінь · g7 чорний пішак · b6 чорний кінь · a5 біла тура · e5 білий пішак · f5 чорний король · g4 біла тура · c3 білий ферзь · f3 білий кінь · h3 білий пішак · d2 чорна тура · e2 чорна тура · c1 білий слон · h1 чорний слон | b8 чорний слон · d8 білий кінь · b7 білий король · d7 чорний пішак · e7 чорний кінь · g7 чорний пішак · b6 чорний кінь · a5 біла тура · e5 білий пішак · f5 чорний король · g4 біла тура · c3 білий ферзь · f3 білий кінь · h3 білий пішак · d2 чорна тура · e2 чорна тура · c1 білий слон · h1 чорний слон | b8 чорний слон · d8 білий кінь · b7 білий король · d7 чорний пішак · e7 чорний кінь · g7 чорний пішак · b6 чорний кінь · a5 біла тура · e5 білий пішак · f5 чорний король · g4 біла тура · c3 білий ферзь · f3 білий кінь · h3 білий пішак · d2 чорна тура · e2 чорна тура · c1 білий слон · h1 чорний слон | b8 чорний слон · d8 білий кінь · b7 білий король · d7 чорний пішак · e7 чорний кінь · g7 чорний пішак · b6 чорний кінь · a5 біла тура · e5 білий пішак · f5 чорний король · g4 біла тура · c3 білий ферзь · f3 білий кінь · h3 білий пішак · d2 чорна тура · e2 чорна тура · c1 білий слон · h1 чорний слон | b8 чорний слон · d8 білий кінь · b7 білий король · d7 чорний пішак · e7 чорний кінь · g7 чорний пішак · b6 чорний кінь · a5 біла тура · e5 білий пішак · f5 чорний король · g4 біла тура · c3 білий ферзь · f3 білий кінь · h3 білий пішак · d2 чорна тура · e2 чорна тура · c1 білий слон · h1 чорний слон | b8 чорний слон · d8 білий кінь · b7 білий король · d7 чорний пішак · e7 чорний кінь · g7 чорний пішак · b6 чорний кінь · a5 біла тура · e5 білий пішак · f5 чорний король · g4 біла тура · c3 білий ферзь · f3 білий кінь · h3 білий пішак · d2 чорна тура · e2 чорна тура · c1 білий слон · h1 чорний слон | 3 |
| 2 | b8 чорний слон · d8 білий кінь · b7 білий король · d7 чорний пішак · e7 чорний кінь · g7 чорний пішак · b6 чорний кінь · a5 біла тура · e5 білий пішак · f5 чорний король · g4 біла тура · c3 білий ферзь · f3 білий кінь · h3 білий пішак · d2 чорна тура · e2 чорна тура · c1 білий слон · h1 чорний слон | b8 чорний слон · d8 білий кінь · b7 білий король · d7 чорний пішак · e7 чорний кінь · g7 чорний пішак · b6 чорний кінь · a5 біла тура · e5 білий пішак · f5 чорний король · g4 біла тура · c3 білий ферзь · f3 білий кінь · h3 білий пішак · d2 чорна тура · e2 чорна тура · c1 білий слон · h1 чорний слон | b8 чорний слон · d8 білий кінь · b7 білий король · d7 чорний пішак · e7 чорний кінь · g7 чорний пішак · b6 чорний кінь · a5 біла тура · e5 білий пішак · f5 чорний король · g4 біла тура · c3 білий ферзь · f3 білий кінь · h3 білий пішак · d2 чорна тура · e2 чорна тура · c1 білий слон · h1 чорний слон | b8 чорний слон · d8 білий кінь · b7 білий король · d7 чорний пішак · e7 чорний кінь · g7 чорний пішак · b6 чорний кінь · a5 біла тура · e5 білий пішак · f5 чорний король · g4 біла тура · c3 білий ферзь · f3 білий кінь · h3 білий пішак · d2 чорна тура · e2 чорна тура · c1 білий слон · h1 чорний слон | b8 чорний слон · d8 білий кінь · b7 білий король · d7 чорний пішак · e7 чорний кінь · g7 чорний пішак · b6 чорний кінь · a5 біла тура · e5 білий пішак · f5 чорний король · g4 біла тура · c3 білий ферзь · f3 білий кінь · h3 білий пішак · d2 чорна тура · e2 чорна тура · c1 білий слон · h1 чорний слон | b8 чорний слон · d8 білий кінь · b7 білий король · d7 чорний пішак · e7 чорний кінь · g7 чорний пішак · b6 чорний кінь · a5 біла тура · e5 білий пішак · f5 чорний король · g4 біла тура · c3 білий ферзь · f3 білий кінь · h3 білий пішак · d2 чорна тура · e2 чорна тура · c1 білий слон · h1 чорний слон | b8 чорний слон · d8 білий кінь · b7 білий король · d7 чорний пішак · e7 чорний кінь · g7 чорний пішак · b6 чорний кінь · a5 біла тура · e5 білий пішак · f5 чорний король · g4 біла тура · c3 білий ферзь · f3 білий кінь · h3 білий пішак · d2 чорна тура · e2 чорна тура · c1 білий слон · h1 чорний слон | b8 чорний слон · d8 білий кінь · b7 білий король · d7 чорний пішак · e7 чорний кінь · g7 чорний пішак · b6 чорний кінь · a5 біла тура · e5 білий пішак · f5 чорний король · g4 біла тура · c3 білий ферзь · f3 білий кінь · h3 білий пішак · d2 чорна тура · e2 чорна тура · c1 білий слон · h1 чорний слон | 2 |
| 1 | b8 чорний слон · d8 білий кінь · b7 білий король · d7 чорний пішак · e7 чорний кінь · g7 чорний пішак · b6 чорний кінь · a5 біла тура · e5 білий пішак · f5 чорний король · g4 біла тура · c3 білий ферзь · f3 білий кінь · h3 білий пішак · d2 чорна тура · e2 чорна тура · c1 білий слон · h1 чорний слон | b8 чорний слон · d8 білий кінь · b7 білий король · d7 чорний пішак · e7 чорний кінь · g7 чорний пішак · b6 чорний кінь · a5 біла тура · e5 білий пішак · f5 чорний король · g4 біла тура · c3 білий ферзь · f3 білий кінь · h3 білий пішак · d2 чорна тура · e2 чорна тура · c1 білий слон · h1 чорний слон | b8 чорний слон · d8 білий кінь · b7 білий король · d7 чорний пішак · e7 чорний кінь · g7 чорний пішак · b6 чорний кінь · a5 біла тура · e5 білий пішак · f5 чорний король · g4 біла тура · c3 білий ферзь · f3 білий кінь · h3 білий пішак · d2 чорна тура · e2 чорна тура · c1 білий слон · h1 чорний слон | b8 чорний слон · d8 білий кінь · b7 білий король · d7 чорний пішак · e7 чорний кінь · g7 чорний пішак · b6 чорний кінь · a5 біла тура · e5 білий пішак · f5 чорний король · g4 біла тура · c3 білий ферзь · f3 білий кінь · h3 білий пішак · d2 чорна тура · e2 чорна тура · c1 білий слон · h1 чорний слон | b8 чорний слон · d8 білий кінь · b7 білий король · d7 чорний пішак · e7 чорний кінь · g7 чорний пішак · b6 чорний кінь · a5 біла тура · e5 білий пішак · f5 чорний король · g4 біла тура · c3 білий ферзь · f3 білий кінь · h3 білий пішак · d2 чорна тура · e2 чорна тура · c1 білий слон · h1 чорний слон | b8 чорний слон · d8 білий кінь · b7 білий король · d7 чорний пішак · e7 чорний кінь · g7 чорний пішак · b6 чорний кінь · a5 біла тура · e5 білий пішак · f5 чорний король · g4 біла тура · c3 білий ферзь · f3 білий кінь · h3 білий пішак · d2 чорна тура · e2 чорна тура · c1 білий слон · h1 чорний слон | b8 чорний слон · d8 білий кінь · b7 білий король · d7 чорний пішак · e7 чорний кінь · g7 чорний пішак · b6 чорний кінь · a5 біла тура · e5 білий пішак · f5 чорний король · g4 біла тура · c3 білий ферзь · f3 білий кінь · h3 білий пішак · d2 чорна тура · e2 чорна тура · c1 білий слон · h1 чорний слон | b8 чорний слон · d8 білий кінь · b7 білий король · d7 чорний пішак · e7 чорний кінь · g7 чорний пішак · b6 чорний кінь · a5 біла тура · e5 білий пішак · f5 чорний король · g4 біла тура · c3 білий ферзь · f3 білий кінь · h3 білий пішак · d2 чорна тура · e2 чорна тура · c1 білий слон · h1 чорний слон | 1 |
|   | a | b | c | d | e | f | g | h |   |

FEN: 1b1N4/1K1pn1p1/1n6/R3Pk2/6R1/2Q2N1P/3rr3/2B4b
1. … Rd5   2. Sh4#
1. … Sbd5 2. Sh4#
1. … Sed5 2. Sh4#
1. … d5     2. Sh4#
1. Qc6! ~ 2. Sh4 #
1. … Rd5   2. Rg5#
1. … Sbd5 2. Qxd7#
1. … Sed5 2. Qg6#
1. … d5     2. Qe6#.
|   | a | b | c | d | e | f | g | h |   |
| 8 | f8 чорний кінь · g8 білий король · h8 чорний слон · g7 чорний кінь · h7 білий кінь · a6 чорна тура · a5 чорний ферзь · e5 чорний король · c4 білий ферзь · d4 біла тура · c3 білий слон · g3 білий кінь · e1 чорна тура | f8 чорний кінь · g8 білий король · h8 чорний слон · g7 чорний кінь · h7 білий кінь · a6 чорна тура · a5 чорний ферзь · e5 чорний король · c4 білий ферзь · d4 біла тура · c3 білий слон · g3 білий кінь · e1 чорна тура | f8 чорний кінь · g8 білий король · h8 чорний слон · g7 чорний кінь · h7 білий кінь · a6 чорна тура · a5 чорний ферзь · e5 чорний король · c4 білий ферзь · d4 біла тура · c3 білий слон · g3 білий кінь · e1 чорна тура | f8 чорний кінь · g8 білий король · h8 чорний слон · g7 чорний кінь · h7 білий кінь · a6 чорна тура · a5 чорний ферзь · e5 чорний король · c4 білий ферзь · d4 біла тура · c3 білий слон · g3 білий кінь · e1 чорна тура | f8 чорний кінь · g8 білий король · h8 чорний слон · g7 чорний кінь · h7 білий кінь · a6 чорна тура · a5 чорний ферзь · e5 чорний король · c4 білий ферзь · d4 біла тура · c3 білий слон · g3 білий кінь · e1 чорна тура | f8 чорний кінь · g8 білий король · h8 чорний слон · g7 чорний кінь · h7 білий кінь · a6 чорна тура · a5 чорний ферзь · e5 чорний король · c4 білий ферзь · d4 біла тура · c3 білий слон · g3 білий кінь · e1 чорна тура | f8 чорний кінь · g8 білий король · h8 чорний слон · g7 чорний кінь · h7 білий кінь · a6 чорна тура · a5 чорний ферзь · e5 чорний король · c4 білий ферзь · d4 біла тура · c3 білий слон · g3 білий кінь · e1 чорна тура | f8 чорний кінь · g8 білий король · h8 чорний слон · g7 чорний кінь · h7 білий кінь · a6 чорна тура · a5 чорний ферзь · e5 чорний король · c4 білий ферзь · d4 біла тура · c3 білий слон · g3 білий кінь · e1 чорна тура | 8 |
| 7 | f8 чорний кінь · g8 білий король · h8 чорний слон · g7 чорний кінь · h7 білий кінь · a6 чорна тура · a5 чорний ферзь · e5 чорний король · c4 білий ферзь · d4 біла тура · c3 білий слон · g3 білий кінь · e1 чорна тура | f8 чорний кінь · g8 білий король · h8 чорний слон · g7 чорний кінь · h7 білий кінь · a6 чорна тура · a5 чорний ферзь · e5 чорний король · c4 білий ферзь · d4 біла тура · c3 білий слон · g3 білий кінь · e1 чорна тура | f8 чорний кінь · g8 білий король · h8 чорний слон · g7 чорний кінь · h7 білий кінь · a6 чорна тура · a5 чорний ферзь · e5 чорний король · c4 білий ферзь · d4 біла тура · c3 білий слон · g3 білий кінь · e1 чорна тура | f8 чорний кінь · g8 білий король · h8 чорний слон · g7 чорний кінь · h7 білий кінь · a6 чорна тура · a5 чорний ферзь · e5 чорний король · c4 білий ферзь · d4 біла тура · c3 білий слон · g3 білий кінь · e1 чорна тура | f8 чорний кінь · g8 білий король · h8 чорний слон · g7 чорний кінь · h7 білий кінь · a6 чорна тура · a5 чорний ферзь · e5 чорний король · c4 білий ферзь · d4 біла тура · c3 білий слон · g3 білий кінь · e1 чорна тура | f8 чорний кінь · g8 білий король · h8 чорний слон · g7 чорний кінь · h7 білий кінь · a6 чорна тура · a5 чорний ферзь · e5 чорний король · c4 білий ферзь · d4 біла тура · c3 білий слон · g3 білий кінь · e1 чорна тура | f8 чорний кінь · g8 білий король · h8 чорний слон · g7 чорний кінь · h7 білий кінь · a6 чорна тура · a5 чорний ферзь · e5 чорний король · c4 білий ферзь · d4 біла тура · c3 білий слон · g3 білий кінь · e1 чорна тура | f8 чорний кінь · g8 білий король · h8 чорний слон · g7 чорний кінь · h7 білий кінь · a6 чорна тура · a5 чорний ферзь · e5 чорний король · c4 білий ферзь · d4 біла тура · c3 білий слон · g3 білий кінь · e1 чорна тура | 7 |
| 6 | f8 чорний кінь · g8 білий король · h8 чорний слон · g7 чорний кінь · h7 білий кінь · a6 чорна тура · a5 чорний ферзь · e5 чорний король · c4 білий ферзь · d4 біла тура · c3 білий слон · g3 білий кінь · e1 чорна тура | f8 чорний кінь · g8 білий король · h8 чорний слон · g7 чорний кінь · h7 білий кінь · a6 чорна тура · a5 чорний ферзь · e5 чорний король · c4 білий ферзь · d4 біла тура · c3 білий слон · g3 білий кінь · e1 чорна тура | f8 чорний кінь · g8 білий король · h8 чорний слон · g7 чорний кінь · h7 білий кінь · a6 чорна тура · a5 чорний ферзь · e5 чорний король · c4 білий ферзь · d4 біла тура · c3 білий слон · g3 білий кінь · e1 чорна тура | f8 чорний кінь · g8 білий король · h8 чорний слон · g7 чорний кінь · h7 білий кінь · a6 чорна тура · a5 чорний ферзь · e5 чорний король · c4 білий ферзь · d4 біла тура · c3 білий слон · g3 білий кінь · e1 чорна тура | f8 чорний кінь · g8 білий король · h8 чорний слон · g7 чорний кінь · h7 білий кінь · a6 чорна тура · a5 чорний ферзь · e5 чорний король · c4 білий ферзь · d4 біла тура · c3 білий слон · g3 білий кінь · e1 чорна тура | f8 чорний кінь · g8 білий король · h8 чорний слон · g7 чорний кінь · h7 білий кінь · a6 чорна тура · a5 чорний ферзь · e5 чорний король · c4 білий ферзь · d4 біла тура · c3 білий слон · g3 білий кінь · e1 чорна тура | f8 чорний кінь · g8 білий король · h8 чорний слон · g7 чорний кінь · h7 білий кінь · a6 чорна тура · a5 чорний ферзь · e5 чорний король · c4 білий ферзь · d4 біла тура · c3 білий слон · g3 білий кінь · e1 чорна тура | f8 чорний кінь · g8 білий король · h8 чорний слон · g7 чорний кінь · h7 білий кінь · a6 чорна тура · a5 чорний ферзь · e5 чорний король · c4 білий ферзь · d4 біла тура · c3 білий слон · g3 білий кінь · e1 чорна тура | 6 |
| 5 | f8 чорний кінь · g8 білий король · h8 чорний слон · g7 чорний кінь · h7 білий кінь · a6 чорна тура · a5 чорний ферзь · e5 чорний король · c4 білий ферзь · d4 біла тура · c3 білий слон · g3 білий кінь · e1 чорна тура | f8 чорний кінь · g8 білий король · h8 чорний слон · g7 чорний кінь · h7 білий кінь · a6 чорна тура · a5 чорний ферзь · e5 чорний король · c4 білий ферзь · d4 біла тура · c3 білий слон · g3 білий кінь · e1 чорна тура | f8 чорний кінь · g8 білий король · h8 чорний слон · g7 чорний кінь · h7 білий кінь · a6 чорна тура · a5 чорний ферзь · e5 чорний король · c4 білий ферзь · d4 біла тура · c3 білий слон · g3 білий кінь · e1 чорна тура | f8 чорний кінь · g8 білий король · h8 чорний слон · g7 чорний кінь · h7 білий кінь · a6 чорна тура · a5 чорний ферзь · e5 чорний король · c4 білий ферзь · d4 біла тура · c3 білий слон · g3 білий кінь · e1 чорна тура | f8 чорний кінь · g8 білий король · h8 чорний слон · g7 чорний кінь · h7 білий кінь · a6 чорна тура · a5 чорний ферзь · e5 чорний король · c4 білий ферзь · d4 біла тура · c3 білий слон · g3 білий кінь · e1 чорна тура | f8 чорний кінь · g8 білий король · h8 чорний слон · g7 чорний кінь · h7 білий кінь · a6 чорна тура · a5 чорний ферзь · e5 чорний король · c4 білий ферзь · d4 біла тура · c3 білий слон · g3 білий кінь · e1 чорна тура | f8 чорний кінь · g8 білий король · h8 чорний слон · g7 чорний кінь · h7 білий кінь · a6 чорна тура · a5 чорний ферзь · e5 чорний король · c4 білий ферзь · d4 біла тура · c3 білий слон · g3 білий кінь · e1 чорна тура | f8 чорний кінь · g8 білий король · h8 чорний слон · g7 чорний кінь · h7 білий кінь · a6 чорна тура · a5 чорний ферзь · e5 чорний король · c4 білий ферзь · d4 біла тура · c3 білий слон · g3 білий кінь · e1 чорна тура | 5 |
| 4 | f8 чорний кінь · g8 білий король · h8 чорний слон · g7 чорний кінь · h7 білий кінь · a6 чорна тура · a5 чорний ферзь · e5 чорний король · c4 білий ферзь · d4 біла тура · c3 білий слон · g3 білий кінь · e1 чорна тура | f8 чорний кінь · g8 білий король · h8 чорний слон · g7 чорний кінь · h7 білий кінь · a6 чорна тура · a5 чорний ферзь · e5 чорний король · c4 білий ферзь · d4 біла тура · c3 білий слон · g3 білий кінь · e1 чорна тура | f8 чорний кінь · g8 білий король · h8 чорний слон · g7 чорний кінь · h7 білий кінь · a6 чорна тура · a5 чорний ферзь · e5 чорний король · c4 білий ферзь · d4 біла тура · c3 білий слон · g3 білий кінь · e1 чорна тура | f8 чорний кінь · g8 білий король · h8 чорний слон · g7 чорний кінь · h7 білий кінь · a6 чорна тура · a5 чорний ферзь · e5 чорний король · c4 білий ферзь · d4 біла тура · c3 білий слон · g3 білий кінь · e1 чорна тура | f8 чорний кінь · g8 білий король · h8 чорний слон · g7 чорний кінь · h7 білий кінь · a6 чорна тура · a5 чорний ферзь · e5 чорний король · c4 білий ферзь · d4 біла тура · c3 білий слон · g3 білий кінь · e1 чорна тура | f8 чорний кінь · g8 білий король · h8 чорний слон · g7 чорний кінь · h7 білий кінь · a6 чорна тура · a5 чорний ферзь · e5 чорний король · c4 білий ферзь · d4 біла тура · c3 білий слон · g3 білий кінь · e1 чорна тура | f8 чорний кінь · g8 білий король · h8 чорний слон · g7 чорний кінь · h7 білий кінь · a6 чорна тура · a5 чорний ферзь · e5 чорний король · c4 білий ферзь · d4 біла тура · c3 білий слон · g3 білий кінь · e1 чорна тура | f8 чорний кінь · g8 білий король · h8 чорний слон · g7 чорний кінь · h7 білий кінь · a6 чорна тура · a5 чорний ферзь · e5 чорний король · c4 білий ферзь · d4 біла тура · c3 білий слон · g3 білий кінь · e1 чорна тура | 4 |
| 3 | f8 чорний кінь · g8 білий король · h8 чорний слон · g7 чорний кінь · h7 білий кінь · a6 чорна тура · a5 чорний ферзь · e5 чорний король · c4 білий ферзь · d4 біла тура · c3 білий слон · g3 білий кінь · e1 чорна тура | f8 чорний кінь · g8 білий король · h8 чорний слон · g7 чорний кінь · h7 білий кінь · a6 чорна тура · a5 чорний ферзь · e5 чорний король · c4 білий ферзь · d4 біла тура · c3 білий слон · g3 білий кінь · e1 чорна тура | f8 чорний кінь · g8 білий король · h8 чорний слон · g7 чорний кінь · h7 білий кінь · a6 чорна тура · a5 чорний ферзь · e5 чорний король · c4 білий ферзь · d4 біла тура · c3 білий слон · g3 білий кінь · e1 чорна тура | f8 чорний кінь · g8 білий король · h8 чорний слон · g7 чорний кінь · h7 білий кінь · a6 чорна тура · a5 чорний ферзь · e5 чорний король · c4 білий ферзь · d4 біла тура · c3 білий слон · g3 білий кінь · e1 чорна тура | f8 чорний кінь · g8 білий король · h8 чорний слон · g7 чорний кінь · h7 білий кінь · a6 чорна тура · a5 чорний ферзь · e5 чорний король · c4 білий ферзь · d4 біла тура · c3 білий слон · g3 білий кінь · e1 чорна тура | f8 чорний кінь · g8 білий король · h8 чорний слон · g7 чорний кінь · h7 білий кінь · a6 чорна тура · a5 чорний ферзь · e5 чорний король · c4 білий ферзь · d4 біла тура · c3 білий слон · g3 білий кінь · e1 чорна тура | f8 чорний кінь · g8 білий король · h8 чорний слон · g7 чорний кінь · h7 білий кінь · a6 чорна тура · a5 чорний ферзь · e5 чорний король · c4 білий ферзь · d4 біла тура · c3 білий слон · g3 білий кінь · e1 чорна тура | f8 чорний кінь · g8 білий король · h8 чорний слон · g7 чорний кінь · h7 білий кінь · a6 чорна тура · a5 чорний ферзь · e5 чорний король · c4 білий ферзь · d4 біла тура · c3 білий слон · g3 білий кінь · e1 чорна тура | 3 |
| 2 | f8 чорний кінь · g8 білий король · h8 чорний слон · g7 чорний кінь · h7 білий кінь · a6 чорна тура · a5 чорний ферзь · e5 чорний король · c4 білий ферзь · d4 біла тура · c3 білий слон · g3 білий кінь · e1 чорна тура | f8 чорний кінь · g8 білий король · h8 чорний слон · g7 чорний кінь · h7 білий кінь · a6 чорна тура · a5 чорний ферзь · e5 чорний король · c4 білий ферзь · d4 біла тура · c3 білий слон · g3 білий кінь · e1 чорна тура | f8 чорний кінь · g8 білий король · h8 чорний слон · g7 чорний кінь · h7 білий кінь · a6 чорна тура · a5 чорний ферзь · e5 чорний король · c4 білий ферзь · d4 біла тура · c3 білий слон · g3 білий кінь · e1 чорна тура | f8 чорний кінь · g8 білий король · h8 чорний слон · g7 чорний кінь · h7 білий кінь · a6 чорна тура · a5 чорний ферзь · e5 чорний король · c4 білий ферзь · d4 біла тура · c3 білий слон · g3 білий кінь · e1 чорна тура | f8 чорний кінь · g8 білий король · h8 чорний слон · g7 чорний кінь · h7 білий кінь · a6 чорна тура · a5 чорний ферзь · e5 чорний король · c4 білий ферзь · d4 біла тура · c3 білий слон · g3 білий кінь · e1 чорна тура | f8 чорний кінь · g8 білий король · h8 чорний слон · g7 чорний кінь · h7 білий кінь · a6 чорна тура · a5 чорний ферзь · e5 чорний король · c4 білий ферзь · d4 біла тура · c3 білий слон · g3 білий кінь · e1 чорна тура | f8 чорний кінь · g8 білий король · h8 чорний слон · g7 чорний кінь · h7 білий кінь · a6 чорна тура · a5 чорний ферзь · e5 чорний король · c4 білий ферзь · d4 біла тура · c3 білий слон · g3 білий кінь · e1 чорна тура | f8 чорний кінь · g8 білий король · h8 чорний слон · g7 чорний кінь · h7 білий кінь · a6 чорна тура · a5 чорний ферзь · e5 чорний король · c4 білий ферзь · d4 біла тура · c3 білий слон · g3 білий кінь · e1 чорна тура | 2 |
| 1 | f8 чорний кінь · g8 білий король · h8 чорний слон · g7 чорний кінь · h7 білий кінь · a6 чорна тура · a5 чорний ферзь · e5 чорний король · c4 білий ферзь · d4 біла тура · c3 білий слон · g3 білий кінь · e1 чорна тура | f8 чорний кінь · g8 білий король · h8 чорний слон · g7 чорний кінь · h7 білий кінь · a6 чорна тура · a5 чорний ферзь · e5 чорний король · c4 білий ферзь · d4 біла тура · c3 білий слон · g3 білий кінь · e1 чорна тура | f8 чорний кінь · g8 білий король · h8 чорний слон · g7 чорний кінь · h7 білий кінь · a6 чорна тура · a5 чорний ферзь · e5 чорний король · c4 білий ферзь · d4 біла тура · c3 білий слон · g3 білий кінь · e1 чорна тура | f8 чорний кінь · g8 білий король · h8 чорний слон · g7 чорний кінь · h7 білий кінь · a6 чорна тура · a5 чорний ферзь · e5 чорний король · c4 білий ферзь · d4 біла тура · c3 білий слон · g3 білий кінь · e1 чорна тура | f8 чорний кінь · g8 білий король · h8 чорний слон · g7 чорний кінь · h7 білий кінь · a6 чорна тура · a5 чорний ферзь · e5 чорний король · c4 білий ферзь · d4 біла тура · c3 білий слон · g3 білий кінь · e1 чорна тура | f8 чорний кінь · g8 білий король · h8 чорний слон · g7 чорний кінь · h7 білий кінь · a6 чорна тура · a5 чорний ферзь · e5 чорний король · c4 білий ферзь · d4 біла тура · c3 білий слон · g3 білий кінь · e1 чорна тура | f8 чорний кінь · g8 білий король · h8 чорний слон · g7 чорний кінь · h7 білий кінь · a6 чорна тура · a5 чорний ферзь · e5 чорний король · c4 білий ферзь · d4 біла тура · c3 білий слон · g3 білий кінь · e1 чорна тура | f8 чорний кінь · g8 білий король · h8 чорний слон · g7 чорний кінь · h7 білий кінь · a6 чорна тура · a5 чорний ферзь · e5 чорний король · c4 білий ферзь · d4 біла тура · c3 білий слон · g3 білий кінь · e1 чорна тура | 1 |
|   | a | b | c | d | e | f | g | h |   |

FEN: 5nKb/6nN/r7/q3k3/2QR4/2B3N1/8/4r3
1. ... Re6 2. Rd5# A
1. ... Sfe6 2. Rd5# A
1. ... Sge6 2. Rd5# A
 Qf7! ~ 2. Rd5# A
1. ... Re6 2. Qf4#
1. ... Sfe6 2. Qf6#
1. ... Sge6 2. Qf5#